# Astragalus idrietorum
Astragalus idrietorum es una especie de planta del género Astragalus, de la familia de las leguminosas, orden Fabales.

## Distribución
Astragalus idrietorum se distribuye por México.

## Taxonomía
Fue descrita científicamente por Barneby. Fue publicada en Veg. Fl. Sonoran Des. 1: 703 (1964).